# Peritrechus tristis
Peritrechus tristis är en insektsart som beskrevs av Van Duzee 1906. Peritrechus tristis ingår i släktet Peritrechus och familjen Rhyparochromidae. Inga underarter finns listade i Catalogue of Life.